# Diari 1952-1960

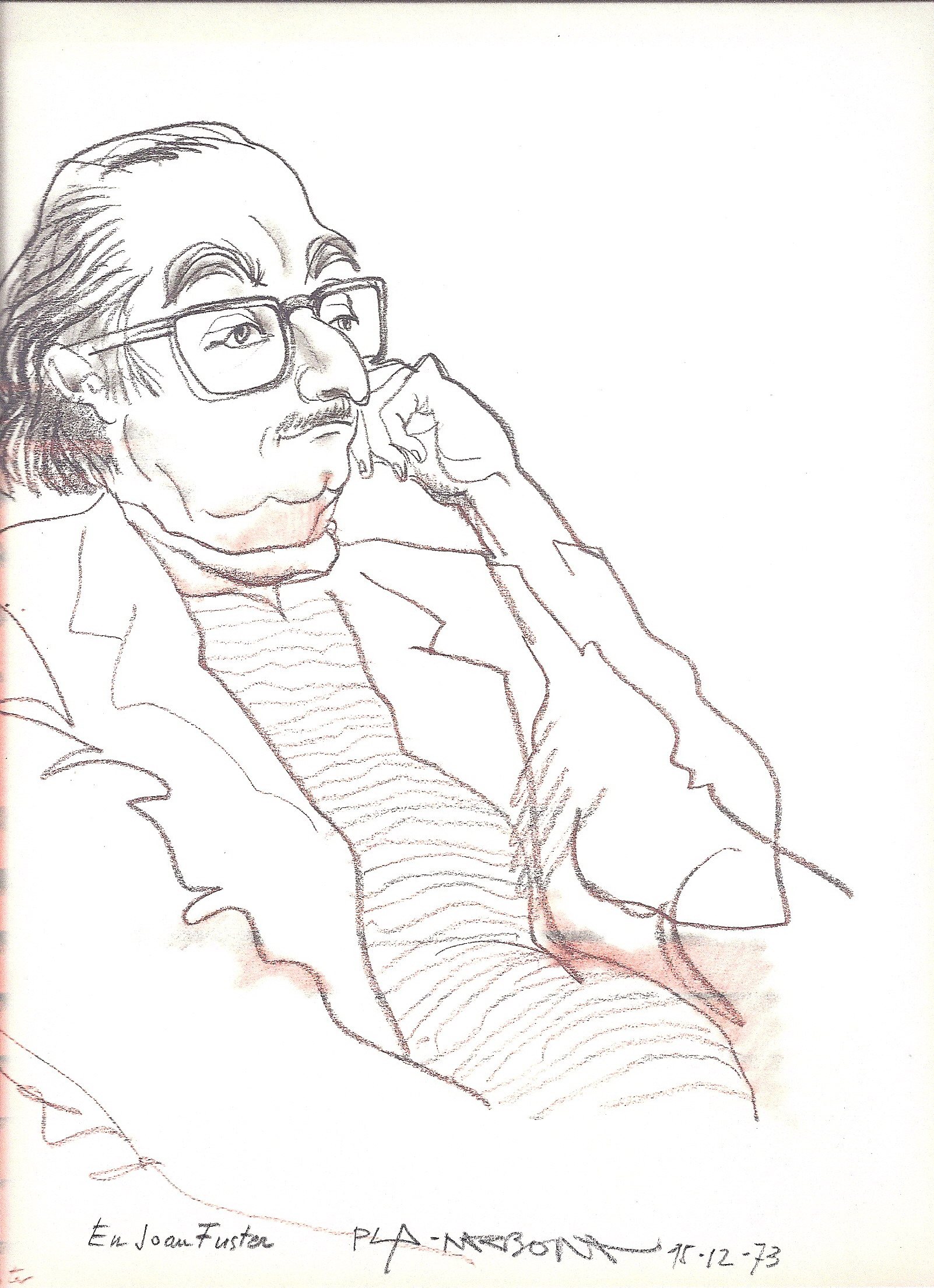
Retrat de Joan Fuster per Josep Pla-Narbona

Diari 1952-1960 és una obra de Joan Fuster i Ortells, publicada l’any 1969. Aquest llibre es va incloure com a segon volum de les Obres completes, tot i que alguns fragments o reflexions temàtiques ja havien estat divulgats prèviament en llibres com Figures de temps, Indagacions possibles o Diccionari per a ociosos.